# Waitress
Waitress (Cambrera en valencià) és un drama-comèdia estatunidenc de 2007, escrit i dirigit per Adrienne Shelly, que també fa un paper secundari. La pel·lícula s'estrenà en el Festival de Sundance de 2007 i va tindre una distribució limitada en els cinemes dels EUA el 2 de maig del 2007. El 2016 es va estrenar a Broadway un musical basat en la pel·lícula.

## Argument
Jenna és un cambrera en un petit restaurant de pastissos. Ha heretat de la seva mare el do de la pastisseria i inventa cada dia noves receptes de pastissos en aquest petit restaurant. La jove viu amb un marit insuportable, Earl, i no té més que una idea al cap: guanyar el premi d'un concurs de pastissos amb la finalitat de treure'n prou diners per abandonar-lo. Però el seu nou ginecòleg, el Dr. Pomatter, li confirma que està embarassada. De les seves visites al metge neix una passió entra i el seu doctor.

## Repartiment
- Keri Russell: Jenna Hunterson
- Nathan Fillion: Dr. Jim Pomatter
- Cheryl Hines: Becky
- Jeremy Sisto: Earl Hunterson
- Andy Griffith: Joe
- Adrienne Shelly: Dawn
- Eddie Jemison: Ogie
- Lew Temple: Cal
- Darby Stanchfield: Francine Pomatter

## Al voltant de la pel·lícula
- Waitress és el tercer i últim llargmetratge de l'actriu Adrienne Shelly, morta assassinada poc després del tancament del film.[2]